# Calycomyza egregia
Calycomyza egregia är en tvåvingeart som beskrevs av Spencer 1963. Calycomyza egregia ingår i släktet Calycomyza och familjen minerarflugor. Inga underarter finns listade i Catalogue of Life.